# Peyrusse-le-Roc
Peyrusse-le-Roc (okzitanisch Peirussa del Ròc) ist eine französische Gemeinde mit 202 Einwohnern (Stand 1. Januar 2022) im Département Aveyron in der Region Okzitanien (vor 2016 Midi-Pyrénées). Sie gehört zum Arrondissement Villefranche-de-Rouergue und zum Kanton Lot et Montbazinois. Die Einwohner werden Pétruciens genannt. 

## Geografie
Peyrusse-le-Roc liegt etwa 40 Kilometer westnordwestlich von Rodez am Flüsschen Audiernes. Umgeben wird Peyrusse-le-Roc von den Nachbargemeinden Sonnac im Nordwesten und Norden, Asprières im Norden, Les Albres im Nordosten, Galgan im Osten, Drulhe im Süden sowie Naussac im Westen.
Die Gemeinde liegt am Jakobsweg.

## Bevölkerungsentwicklung
| Jahr                       | 1962 | 1968 | 1975 | 1982 | 1990 | 1999 | 2006 | 2019 |
| Einwohner                  | 392  | 392  | 383  | 374  | 288  | 229  | 204  | 214  |
| Quellen: Cassini und INSEE |      |      |      |      |      |      |      |      |

## Sehenswürdigkeiten
- Ruine der Kirche Notre-Dame-de-Laval, Monument historique seit 1995
- Kirche Notre-Dame-de-Laval
- Burgruine von Peyrusse-le-Roc

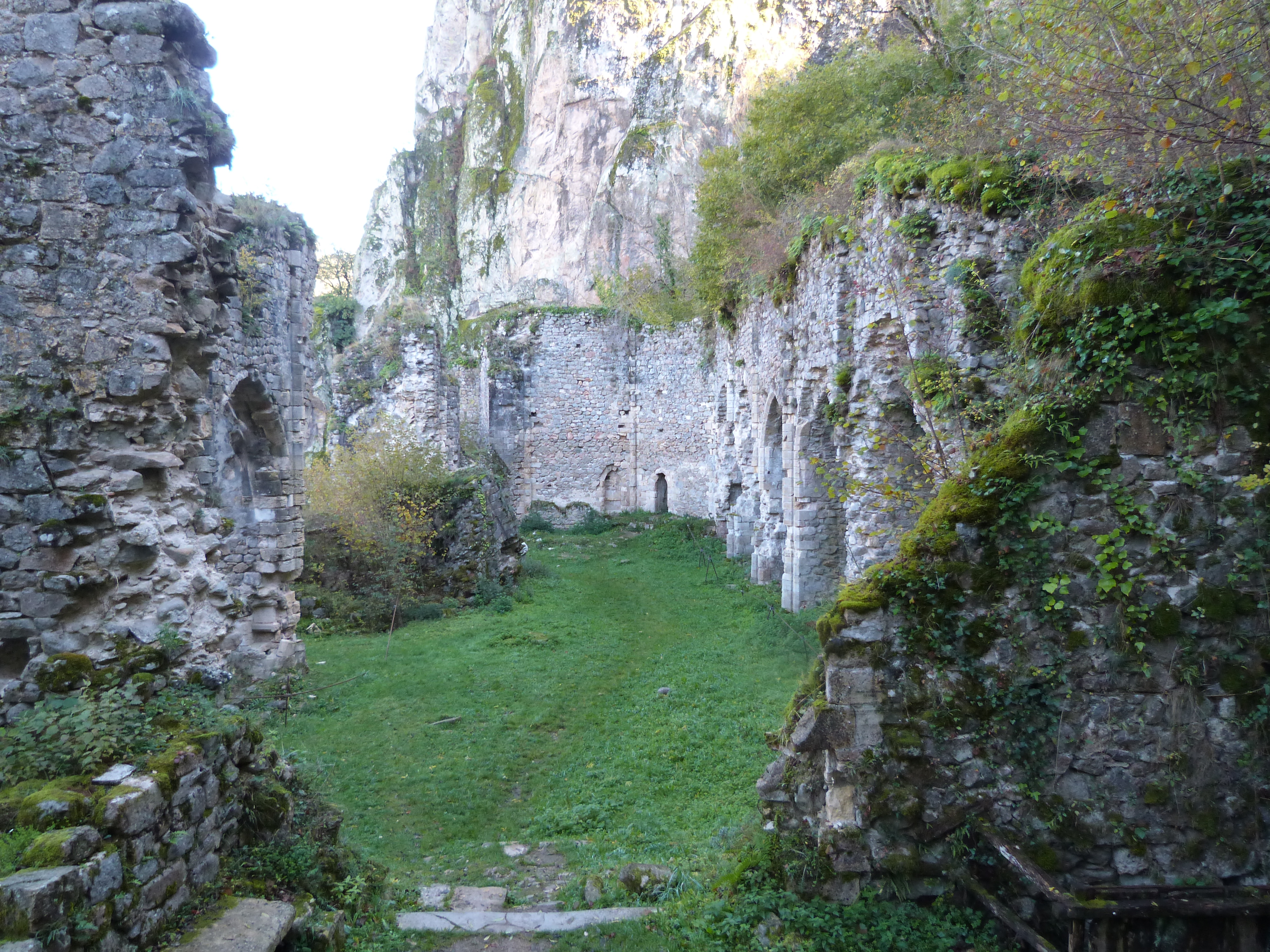
Kirchruine
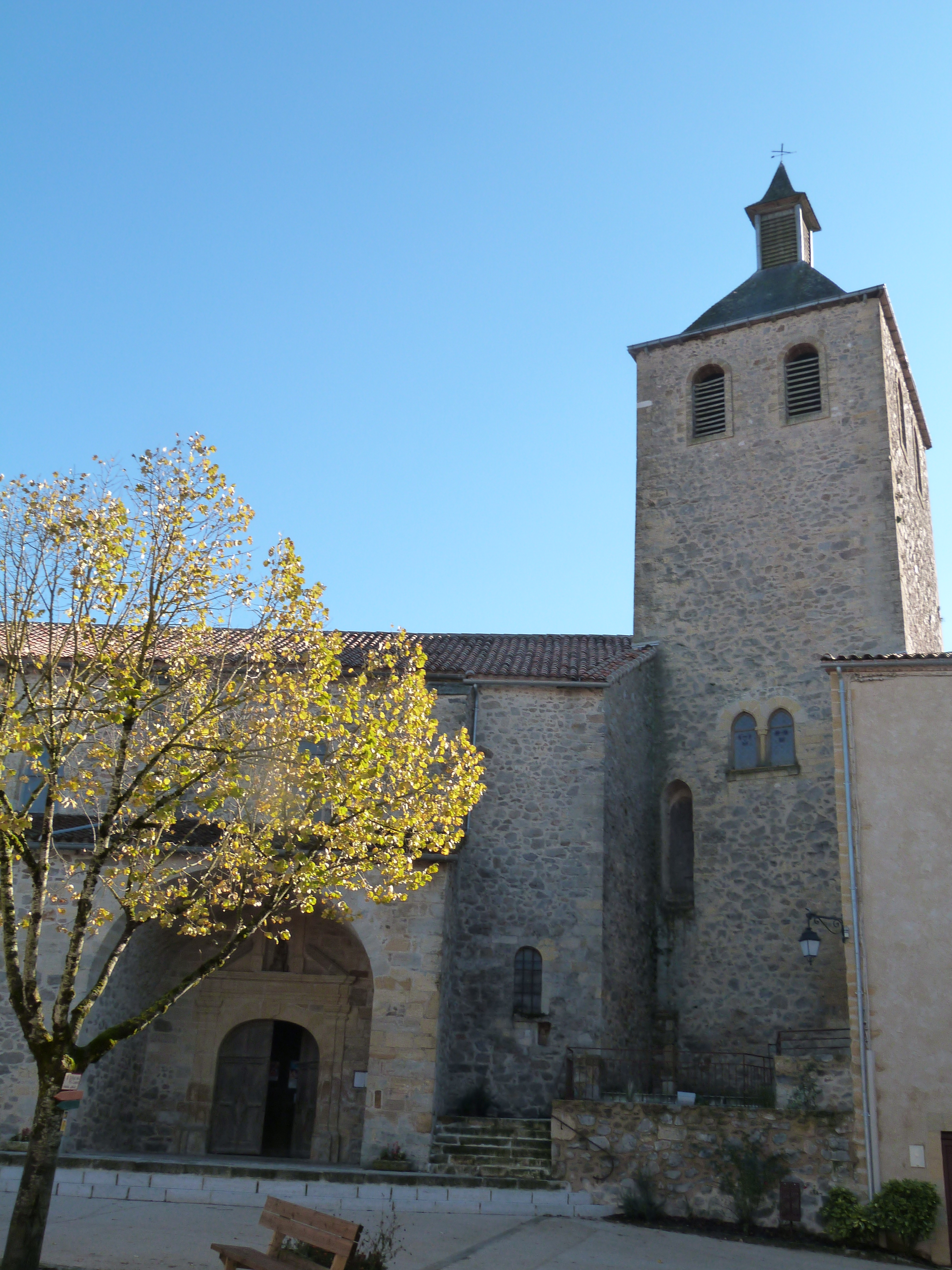
Kirche Notre-Dame-de-Laval
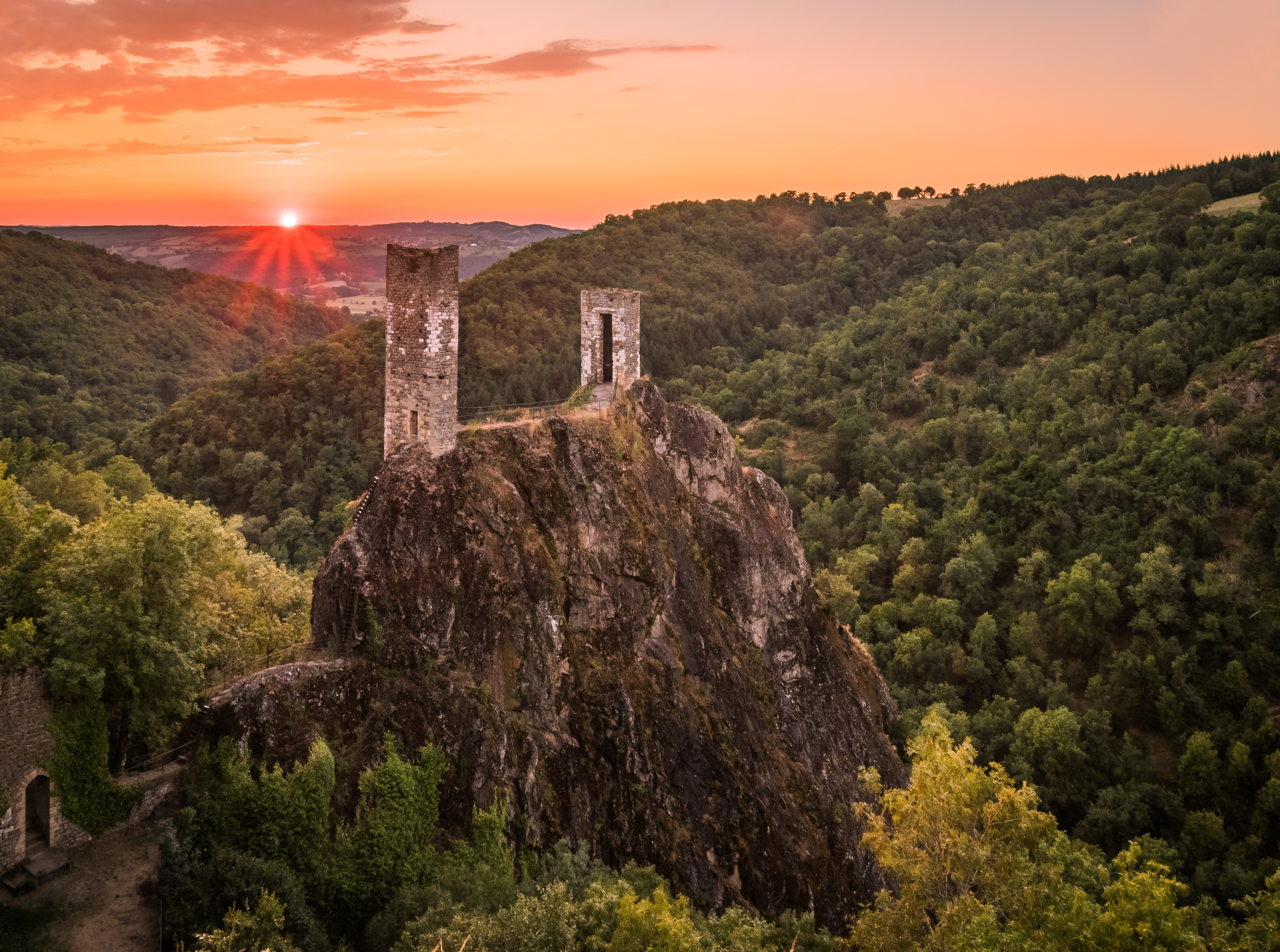
Burgruine